# Costa di Walgreen

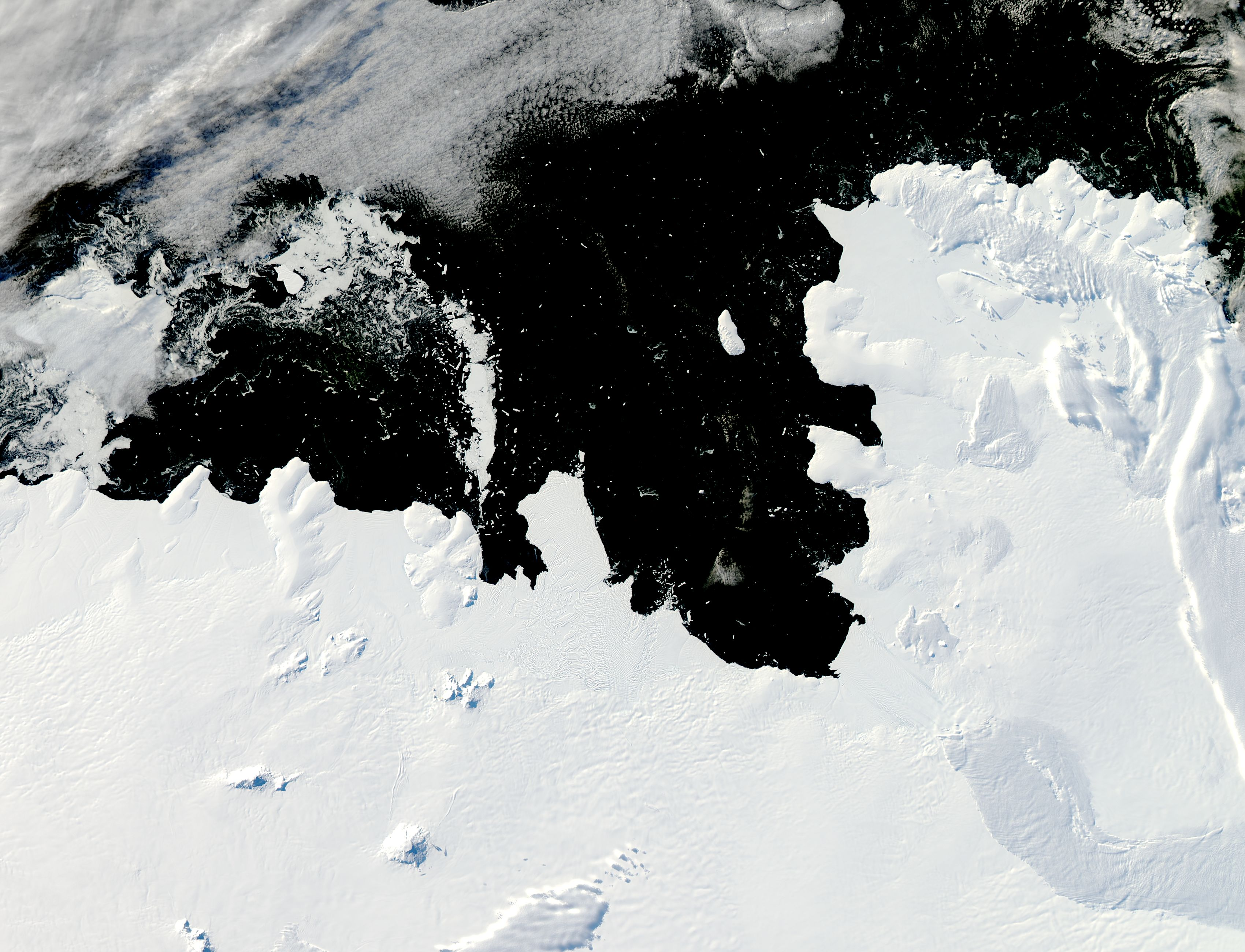
Immagine satellitare della costa di Walgreen.

La costa di Walgreen (centrata alle coordinate 75°30′S 107°00′W) è una porzione della costa della Terra di Marie Byrd, in Antartide. In particolare, la costa di Walgreen si estende tra la capo Waite (72°42′S 103°03′W), sulla penisola King, a est, e capo Herlacher (73°45′S 114°12′W), sulla penisola Martin, a ovest, e confina a est con la costa di Eights (e quindi con la Terra di Ellsworth) e a ovest con la costa di Bakutis.

## Storia
La costa di Walgreen è stata osservata per la prima volta nel febbraio 1940 durante ricognizioni aree effettuate da membri del Programma Antartico degli Stati Uniti d'America partiti dalla USS Bear e al comando del contrammiraglio Richard Evelyn Byrd. L'intera costa fu infine mappata dallo United States Geological Survey grazie a ricognizioni al suolo e a fotografie aeree scattate dalla marina militare statunitense tra il 1959 e il 1966.
La costa fu battezzata con il suo attuale nome dallo stesso Byrd in onore di Charles R. Walgreen (1873–1939) , presidente della compagnia di farmacie Walgreens Drug Co. di Chicago, che sponsorizzò la seconda missione di Byrd in terra antartica dal 1933 al 1935 e che fornì equipaggiamenti per la USS Bear dal 1939 al 1941.